# خان قلي
خان قلي هي قرية في مقاطعة شاهين دج، إيران. يقدر عدد سكانها بـ 110 نسمة بحسب إحصاء 2016.